# Carl Christiansson (arkitekt)
Carl Erik Christiansson, född 16 oktober 1932 i Halmstad, död 28 juni 2017, var en svensk inredningsarkitekt. Han var gift med Ulla Christiansson 1965–1980.
Christiansson, son var till målarmästare Helmer Christiansson och Inga Ousbeck, utexaminerades fån Högre konstindustriella skolan i Göteborg 1960, studerade i Schweiz 1961, bedrev arkitektstudier vid Kyoto universitet i Japan 1962–1964 och drev eget konsultföretag från 1966 (arkitekt- och designkontor i Stockholm med kontorsinredning och formgivning av kontorsmöbler som specialitet).
Christiansson var professor och ledare för avdelningen för industriell formgivning vid konsthögskolan OCA i Toronto 1978–1980. Han var medlem av professor Marshall McLuhans Monday Group Sessions vid University of Toronto 1978–1980. Han var förbundsordförande i Svenska inredningsarkitekters riksförbund (SIR) 1981–1982.